# Un monde
Un monde (Internationale titel: Playground) is een Belgische film uit 2021, geschreven en geregisseerd door Laura Wandel.

## Verhaal
Nora gaat naar het eerste jaar op een nieuwe school waar ook haar broer Abel schoolloopt. Ze merkt dat Abel op de speelplaats gepest wordt maar deze weigert thuis iets te vertellen. Nora's vader wil dat ze opkomt voor haar broer tegen de wil in van Abel zelf. Ze staat voor een verscheurende keuze omdat ze wil integreren in de nieuwe school en nieuwe vrienden maken maar tevens haar broer wil helpen.

## Rolverdeling
| Acteur           | Personage                    |
| ---------------- | ---------------------------- |
| Maya Vanderbeque | Nora                         |
| Günter Duret     | Nora's broer Abel            |
| Karim Leklou     | Finigan, Nora en Abels vader |
| Laura Verlinden  | Agnes                        |

## Productie
Un monde is de eerste speelfilm van Laura Wandel die met haar korte film Les Corps étrangers meedeed aan de competitie op het filmfestival van Cannes 2014. Ter voorbereiding observeerde ze een tijd lang het gedrag van kinderen op het schoolplein, met name de manier waarop ze hun plek proberen te veroveren.
De filmopnamen hadden plaats in het Koninklijk Atheneum Andrée Thomas in Vorst, met uitzondering van de zwembadscènes, die werden opgenomen in het Louis Namèche-zwembad in Sint-Jans-Molenbeek (Brussel).
Un monde ging op 8 juli 2021 in première op het filmfestival van Cannes in de Un certain regard-sectie. De film kreeg positieve kritieken van de filmcritici, met een score van 100% op Rotten Tomatoes, gebaseerd op 8 recensies. De film won op het festival van Cannes de FIPRESCI-prijs en viel in de prijzen in Guanajuato, Oursense en Sarajevo. Op het BFI London Film Festival 2021 won Un monde de Sutherland Trophy voor beste debuutfilm. De film werd ook genomineerd als beste debuutfilm voor de Europese filmprijzen.

## Prijzen en nominaties
De belangrijkste:
| Jaar | Prijs                   | Categorie                    | Genomineerde(n)                                                    | Uitslag     |
| ---- | ----------------------- | ---------------------------- | ------------------------------------------------------------------ | ----------- |
| 2022 | Magritte du cinéma      | Beste film                   | Beste film                                                         | Genomineerd |
| 2022 | Magritte du cinéma      | Beste regisseur              | Laura Wandel                                                       | Gewonnen    |
| 2022 | Magritte du cinéma      | Beste debuutfilm             | Laura Wandel                                                       | Gewonnen    |
| 2022 | Magritte du cinéma      | Beste actrice in een bijrol  | Laura Verlinden                                                    | Gewonnen    |
| 2022 | Magritte du cinéma      | Beste jong vrouwelijk talent | Maya Vanderbeque                                                   | Gewonnen    |
| 2022 | Magritte du cinéma      | Beste jong mannelijk talent  | Günter Duret                                                       | Gewonnen    |
| 2022 | Magritte du cinéma      | Beste beeld                  | Frédéric Noirhomme                                                 | Genomineerd |
| 2022 | Magritte du cinéma      | Beste scenario of bewerking  | Laura Wandel                                                       | Genomineerd |
| 2022 | Magritte du cinéma      | Beste geluid                 | Mathieu Cox, Corinne Dubien, Thomas Grimm-Landsberg, David Vranken | Gewonnen    |
| 2022 | Magritte du cinéma      | Beste montage                | Nicolas Rumpl                                                      | Gewonnen    |
| 2021 | Filmfestival van Cannes | FIPRESCI-prijs               | Laura Wandel                                                       | Gewonnen    |
| 2021 | Filmfestival van Londen | Beste debuutfilm             | Laura Wandel                                                       | Gewonnen    |
| 2021 | Europese filmprijs      | Beste debuutfilm             | Laura Wandel                                                       | Genomineerd |